# Gubernator (film)
Gubernator (ang. All the King’s Men) – amerykański dramat filmowy z 1949 roku w reżyserii Roberta Rossena. Obraz powstał w oparciu o powieść Roberta Penna Warrena o niszczącej naturze władzy. 
Film oparty na prawdziwych wydarzeniach z okresu kariery gubernatora stanu Luizjana w Stanach Zjednoczonych Hueya Longa. Film nagrodzony statuetką Oscara jako najlepszy film roku, za najlepszą pierwszoplanową rolę męską w wykonaniu Brodericka Crawforda oraz za najlepszą drugoplanową rolę żeńską dla Mercedes McCambridge.

## Obsada
- Broderick Crawford jako Willie Stark
- John Derek jako Tom Stark
- Joanne Dru jako Anne Stanton
- Mercedes McCambridge jako Sadie Burke
- John Ireland jako Jack Burden
- Shepperd Strudwick jako Adam Stanton
- Ralph Dumke jako Tiny Duffy
- Anne Seymour jako pani Lucy Stark
- Katherine Warren jako pani Burden
- Raymond Greenleaf jako sędzia Monte Stanton
- Walter Burke jako żigolak
- Will Wright jako Dolph Pillsbury
- Grandon Rhodes jako Floyd McEvoy

i inni